# Incantations
Az Incantations (magyarul: Varázslatok) Mike Oldfield 1978-as, negyedik nagylemeze.
Az album két bakelitlemezen jelent meg. CD-n már ráfért egy lemezre is. (Egyes korai CD változatokon a harmadik rész eleje le van vágva, így az a rész csak 13:49 hosszú.)
A munka az eddig megszokotthoz képest hosszabb (3 év) szünettel jelent meg. Ez főleg Oldfield pszichológiai problémái miatt történt így, nehezen tudta elviselni a hirtelen jött népszerűséget. Néhány hétig tartó házassága után egy terápiás csoport kezelésén is részt vett.
A mű ismét jelentősen eltért a korábbiaktól. A progresszív Tubular Bells, a szimfonikusabb hatású Hergest Ridge és a világzenei Ommadawn után egy repetitív, ütős hangszerek (például vibrafon) által jobban dominált albummal jelentkezett. Érdekessége, hogy a számok nem egy adott hangnemben íródtak, hanem a témákat végigmozgatják a kvintkör mentén, az állandó emelkedés érzetét keltve.
A második rész végén Henry Wadsworth Longfellow Hiawatha dala című szerzeményét zenésítették meg, melyet Maddy Prior énekel. A negyedik rész végén pedig Ben Jonson Óda Cintához című írása hallható, bár mindkét mű szövege kissé át lett alakítva a zenéhez.

## Számok
1. "Incantations – part 1" – 19:08
2. "Incantations – part 2" – 19:36
3. "Incantations – part 3" – 16:59
4. "Incantations – part 4" – 17:01

## Zenészek
- Mike Oldfield – akusztikus és elektromos basszusgitárok, elektromos gitárok, zongora, szintetizátorok, ütőhangszerek, vokál
- David Bedford – vonósok és kórus vezénylése
- Sebastian Bell – fuvola
- Jabula (Julian Bahula, Ernest Mothle, Lucky Ranku, Eddie Tatane) – afrikai dobok
- Mike Laird – trombita
- Pierre Moerlen – dobok, vibrafon (part 4)
- Sally Oldfield – vokál
- Terry Oldfield – fuvola
- Maddy Prior – ének
- The Queen's College női kórusa

## Produkció
- Kiadó – Virgin Records
- Felvétel – Througham, 1977. december – 1978. szeptember
- Producer – Mike Oldfield

## Érdekességek
- Az album készítése közben Oldfield részt vett egy három napos kurzuson (Exegesis). Egyesek szerint az előtte és az utána felvett anyag között jelentős stílusbeli különbség van. Oldfield úgy nyilatkozott, hogy igazán elégedett az újabb részekkel volt.